# Alex Norton
Pour les articles homonymes, voir Norton.
Alex Norton est un acteur britannique né le 27 janvier 1950 à Glasgow en Écosse.

## Filmographie

### Cinéma
- 1967 : The Hunch : Ian
- 1979 : A Sense of Freedom : Malkie
- 1981 : Gregory's Girl : Alec
- 1983 : Local Hero : Watt
- 1984 : Joie et Réconfort : Trevor
- 1986 : Comrades : plusieurs rôles
- 1987 : Hidden City : Hillcombe
- 1989 : Scandal : le détective
- 1989 : Bearskin: An Urban Fairytale : Harold
- 1990 : Chasseur blanc, cœur noir : Zibelinsky
- 1991 : Robin des Bois : Harry
- 1991 : Faute de preuves : l'avocat
- 1992 : Méli-mélo à Venise : Dennis Cooley
- 1994 : Squanto: A Warrior's Tale : Harding
- 1995 : Braveheart : le père de la mariée
- 1998 : Les Misérables : un général
- 1998 : Orphans : Hanson
- 1998 : Little Voice : Bunnie Morris
- 2000 : Complicity : Kenny Garnet
- 2000 : Beautiful Creatures : Détective Hepburn
- 2002 : La Vengeance de Monte Cristo : Napoléon Ier
- 2006 : Pirates des Caraïbes : Le Secret du coffre maudit : Capitaine Bellamy
- 2012 : Sir Billi : Butler et Baron McToff
- 2013 : Underdogs : Gregor

### Télévision
- 1966-1967 : This Man Craig : plusieurs rôles (5 épisodes)
- 1971-1977 : Play for Today : plusieurs rôles (4 épisodes)
- 1978 : Regan : Gibson (1 épisode)
- 1980 : A Question of Guilt : Capitaine William Cranstoun (6 épisodes)
- 1981 : Bergerac : l'acupuncteur (1 épisode)
- 1983 : No Excuses : Howard (2 épisodes)
- 1983 : La Vipère noire : McAngus (2 épisodes)
- 1986-2010 : Taggart : Matthew Burke et George Bryce (59 épisodes)
- 1993 : Les Règles de l'art : Murray McNally (1 épisode)
- 1995 : Signs and Wonders : William Gimble (3 épisodes)
- 1995 : Backup : Ian Macrae (8 épisodes)
- 1996 : The Crow Road : Lachlan Watt (4 épisodes)
- 1997 : Deacon Brodie : Alisdair Gilzean
- 1998-2000 : Renford Rejects : Eddie McAvoy (7 épisodes)
- 1999 : The Scarlet Pimpernel (en) : Carnot (1 épisode)
- 1999 : Extremely Dangerous : DCS Wallace (4 épisodes)
- 2001 : The Bill : Terry Barlow (1 épisode)
- 2012 : Waterloo Road : Gerard Findlay (5 épisodes)
- 2014 : Affaires non classées : David Preston (2 épisodes)
- 2014 : Shetland : Cameron Watt (2 épisodes)
- 2015 : Mountain Goats : Ken (1 épisode)

### Jeu vidéo
- 2001 : Harry Potter à l'école des sorciers
- 2006 : Medieval II : Total War
- 2008 : Age of Conan: Hyborian Adventures
- 2011 : The Witcher 2: Assassins of Kings : voix additionnelles
- 2015 : The Witcher 3: Wild Hunt : Gaunter de Meuré
- 2015 : Fallout 4 : Whitechapel Charlie